# Benalauría
Benalauría is een gemeente in de Spaanse provincie Málaga in de regio Andalusië met een oppervlakte van 19,75 km². Benalauría telt 456 inwoners (1 januari 2016).

## Demografische ontwikkeling
Bron: INE, 1857-2011: volkstellingen